# Luigi Fabio
Luigi Fabio (Pavia, 26 gennaio 1836 – Pavia, 1890) è stato un patriota e militare italiano.

## Biografia

### La Spedizione dei Mille e la 7ª Compagnia
Nel 1860 Luigi Fabio si unì come volontario alla Spedizione dei Mille, la celebre impresa di Giuseppe Garibaldi volta a liberare il Regno delle Due Sicilie. Fu inquadrato nella 7ª Compagnia garibaldina, comandata da Benedetto Cairoli, un'unità composta in larga parte da volontari pavesi. All'interno di questa compagnia, Luigi Fabio ricopriva il ruolo di caporal furiere (caporale quartiermastro), incaricato della gestione dei viveri e dei materiali per la compagnia. Il patriota e scrittore Giuseppe Cesare Abba, anche lui uno dei Mille, lo menziona esplicitamente nelle sue memorie: “Il caporal furiere era Luigi Fabio, il buon Fabio morto poi quasi sessantenne, ma di cuor sempre giovane”. Questa frase affettuosa di Abba testimonia la stima dei compagni per Luigi Fabio e conferma che egli sopravvisse alle campagne militari, morendo diversi anni dopo quasi sessantenne (nel 1890). Partecipò allo sbarco a Marsala (11 maggio 1860) e alla marcia garibaldina in Sicilia che seguì. 

### La battaglia di Calatafimi (15 maggio 1860)
Luigi Fabio partecipò alla Battaglia di Calatafimi il 15 maggio 1860, il primo scontro campale tra i Mille di Garibaldi e l'esercito borbonico. La 7ª Compagnia, di cui faceva parte, combatté valorosamente sulle colline di Pianto Romano presso Calatafimi. Durante la battaglia, Fabio rimase ferito: subì una ferita alla mano sinistra mentre era impegnato nei combattimenti. Nella stessa azione perse la vita uno dei suoi commilitoni pavesi, il giovane Ferdinando Cadei. Nonostante le perdite e i feriti, la battaglia si concluse con la ritirata delle truppe borboniche e divenne un momento leggendario del Risorgimento (celebre l'incoraggiamento “Qui si fa l'Italia o si muore!” attribuito a Nino Bixio). Fabio sopravvisse alla ferita e continuò a seguire Garibaldi nel proseguimento della campagna. 

### Decorazione al Valor Militare
Per il coraggio dimostrato in combattimento, Luigi Fabio fu decorato al valore militare dopo la battaglia di Calatafimi. Le fonti indicano che ottenne una medaglia al Valor Militare, presumibilmente la Medaglia d'Argento, conferita per le azioni eroiche sul campo. L'annotazione “Ferito (AG)” accanto al suo nome negli elenchi storici – con AG interpretato come Argento – suggerisce proprio una Medaglia d'Argento ricevuta per il valore dimostrato. Una relazione ufficiale dell'epoca lo cita come “Fabio Luigi, di Pavia, ferito alla mano sinistra” sul campo di Calatafimi. 

### Attività post-spedizione e ultimi anni
Dopo la conclusione della spedizione dei Mille, Luigi Fabio proseguì la carriera militare. Fu integrato nell'esercito sabaudo e partecipò alla lotta al brigantaggio nel Mezzogiorno d'Italia e, nel 1866, alla Terza Guerra d'Indipendenza contro l'Impero Austriaco. Dopo queste campagne, si ritirò progressivamente dalla vita militare attiva. Morì a Pavia nel 1890, all'età di 54 anni.